# Onderscheidingsvlag Commandant der Strijdkrachten
De onderscheidingsvlag van de Nederlandse Commandant der Strijdkrachten is in 2005 vastgesteld als onderscheidingsvlag van de Commandant der Strijdkrachten. De vlag is afgeleid van de onderscheidingsvlag voor de vervallen functie Chef Defensiestaf. Die vlag was bij beschikking van de minister van defensie, nummer 389.229/E.3 van 13 december 1974 vastgesteld.

## Beschrijving
De vlag wordt in de beschikking van 1974 als volgt beschreven:
Een rechthoekige vlag, waarvan de lengte zich verhoudt tot de hoogte als 3:2; zeven banen van gelijke breedte in rood, wit, blauw, wit, rood, wit en blauw met op het midden een groene schijf met een middellijn gelijk aan de breedte van drie banen, waarop vier witte zwaarden met gele gevesten zijn geplaatst, elkaar kruisend en met de klingen omhoog.
De vier zwaarden staan voor de vier krijgsmachtdelen: de Koninklijke Landmacht, de Koninklijke Luchtmacht, de Koninklijke Marine en de Koninklijke Marechaussee.

## Wijziging in 2005
Vanaf 5 september 2005 is de functie Chef Defensiestaf (CDS) omgevormd tot de functie Commandant der Strijdkrachten (CDS), waarmee een éénhoofdige leiding van de krijgsmacht tot stand is gebracht zoals in de tijd van de Republiek. De Commandant der Strijdkrachten heeft sindsdien formeel het bevel van de gehele krijgsmacht, maar blijft wel chef van de Defensiestaf. De  eerste CDS was Dick Berlijn. De functies van  ‘Bevelhebber der Landstrijdkrachten’ en ‘Bevelhebber Zeestrijdkrachten’ zijn daarmee vervallen.
Met deze wijziging is ook de onderscheidingsvlag gewijzigd: het zwaard dat de Koninklijke Marechaussee symboliseerde, is vervallen. Dit deel van de krijgsmacht valt niet onder het bevel van de CSK.
De beschrijving kan dus als volgt luiden:
Een rechthoekige vlag, waarvan de lengte zich verhoudt tot de hoogte als 2:3; zeven banen van gelijke breedte in rood, wit, blauw, wit, rood, wit en blauw met op het midden een groene schijf met een middellijn gelijk aan de breedte van drie banen, waarop drie witte zwaarden met gele gevesten zijn geplaatst, elkaar kruisend en met de klingen omhoog.